# Labenne
Labenne, en occitan La Vena, là một xã, thuộc tỉnh Landes trong vùng Nouvelle-Aquitaine. Xã này có diện tích 24,48 km², dân số năm 2006 là 4302 người. Xã này nằm ở khu vực có độ cao trung bình 12 mét trên mực nước biển.

## Biến động dân số
| Năm | 1962  | 1968  | 1975  | 1982  | 1990  | 1999  | 2006  |
| --- | ----- | ----- | ----- | ----- | ----- | ----- | ----- |
| Dân số | 1 256 | 1 422 | 1 753 | 2 120 | 2 884 | 3 345 | 4 302 |
| From the year 1962 on: No double counting—residents of multiple communes (e.g. students and military personnel) are counted only once. |       |       |       |       |       |       |       |